# Del Tongo (equipo ciclista)
Del Tongo fue un equipo ciclista italiano profesional, patrocinado por la marca homónima, dedicada a la fabricación de muebles y nacida en la Toscana en 1954. Se mantuvo activo en el pelotón entre los años 1982 y 1991.

## Historia

### Los años de Saronni y Algeri (1982-1989)
El equipo nació en 1982, como consecuencia de la división que sufrió el equipo GIS Gelati. Parte de la escuadra se mantuvo con la misma imagen publicitaria, con Piero Pieroni como director deportivo, mientras que por otro lado se formó el Del Tongo, en el que cual recalaron Chiappano como director deportivo y Saronni como principal estrella. Paolo Abetoni y Livio Balsimini también formaron parte del cuerpo técnico, como directores deportivos. En julio, a consecuencia del fallecimiento de Chiappano, Pietro Algeri ocupó su lugar en la formación italiana.
Saronni fue el principal arma del equipo durante la primera temporada, registrado numerosas victorias de prestigio, imponiéndose en Tirreno-Adriático, Vuelta a Suiza, Giro del Trentino, Milán-Turín, Giro de Lombardía y Campeonato del Mundo.
En el Giro de Italia, Saronni se adjudicó tres triunfos de etapa y terminó 6.º en la clasificación general final.
En 1983, Saronni continuó la excepeconal racha de la temporada anterior, consiguiendo imponerse por fin en la Milán-San Remo, carrera en la que había sido 2.º en las tres ediciones anteriores. En la Vuelta a España, el ciclista italiano se llevó dos etapas.
En el Giro de Italia, Saronni se proclamó campeón en la clasificación general, por delante del también italiano Visentini y el español Alberto Fernández. El propio Saronni ganó también tres etapas y la clasificación por puntos. Tartoni logró ganar la 13.ª etapa.
La temporada 1984 la salvaron entre Sergio Santimaria, que ganó la 14.ª etapa del Giro de Italia, y el belga Guido Van Calster, que se impuso en una etapa de la Vuelta a Andalucía y dos de la Vuelta a España, en la que también venció en la clasificación por puntos.
En 1985, los triunfos más destacados fueron el Trofeo Pantalica, ganado por Saronni, la Milán-Vignola, que se adjudicó Bombini, y la Vuelta a Andalucía, en la que se impuso Rolf Gölz, y entre él mismo, con tres etapas, Saronni y Hoste, sumaron casi todas las victorias posibles de etapa.
En el Giro de Italia, el equipo consiguió la victoria en la contrarreloj por equipos de la segunda etapa. Además, Hoste, Bombini y Saronni, por partida doble, también registraron triunfos parciales.
En la temporada 1986 se produjo el fichaje de Gianbattista Baronchelli, el cual consiguió imponerse en el Giro de Lombardía. Francesco Cesarini registró el triunfo en el Trofeo Pantalica, Piasecki ganó una etapa del Tour de l'Aude y Saronni ganó el Trofeo Baracchi.
En el Giro de Italia, repitieron triunfo en la contrarreloj por equipos. Además, Baronchelli venció en la 4.ª etapa. Baronchelli fue maglia rosa durante dos jornadas, y Saronni lo fue durante once etapas, pero finalmente Visentini le arrebataría el liderato, y la victoria final en la carrera, terminando Beppe en segunda posición.
En el Campeonato del Mundo, Saronni volvió a subir al podio, pero esta vez como tercer clasificado, acompañando a su compatriota Moreno Argentin y al francés Charly Mottet.
En el año 1987 la escuadra solo obtuvo un puñado de victorias, entre las que merece destacar una etapa en Tirreno-Adriático y la Milán-Vignola de Saronni, y los triunfos en los prólogos de Tour de Romandía y Tirreno-Adriático, a cargo de los polacos Lang y Piasecki, respectivamente. En el Giro de Italia, el mejor clasificado en la general fue Giupponi, que terminó 5.º.
En 1988, el italiano Chioccioli fichó por el equipo. De nuevo, la temporada fue pobre en victorias, apenas destacando una etapa en Vuelta a Andalucía de Saronni, el Trofeo Baracchi ganado por la pareja Lang-Piasecki y una etapa de la Volta a Cataluña en la que se impuso Lang. En el Giro de Italia, el equipo volvió a hacerse con el triunfo en la contrarreloj por equipos, mientras que Chioccioli consiguió vestir la maglia rosa durante dos etapas, y terminar 5.º en la general. Giupponi, no obstante, volvió a ser el mejor clasificado de la escuadra, al terminar 4.º.

### Franco Chioccioli, ganador del Giro (1989-1991)
En la temporada 1989, Algeri y algunos corredores, con Saronni entre ellos, abandonaron la disciplina del equipo para recalar en el Malvor, mientras que Del Tongo continuó de la mano de Abetoni. Entre los fichajes, un joven Mario Cipollini, que lograba su primera victoria de etapa en el Giro de Italia y Maurizio Fondriest, vigente campeón del mundo, que se adjudicaba la Coppa Sabatini y el Giro di Toscana. Chioccioli, que repitió el 5.º puesto del año anterior, fue el mejor clasificado en el Giro de Italia.
En 1990, se destapó Franco Ballerini en pruebas de un día, con triunfos en Gran Premio de las Américas, París-Bruselas y Giro del Piamonte. Cipollini continuaba creciendo como profesional, y lograba una etapa en los Tres días de La Panne, y la Milán-Vignola. Fondriest, por su parte, ganó el Giro de Lazio y la Coppa Agostoni.
En el Giro de Italia, el equipo cosechó cuatro triunfos parciales, dos por parte de Cipollini (terminó 3.º en la clasificación por puntos), y otros dos por parte de Luca Gelfi. Chiocchioli, 6.º, fue el mejor del equipo en la clasificación general.
La temporada de 1991 fue la última de la formación de la Toscana. Cipollini era ya uno de los mejores sprinters del pelotón, y entre otras muchas victorias, consiguió tres etapas en el Giro de Italia, si bien lo más importante en dicha prueba fue la victoria en la clasificación general de Franco Chioccioli, que vistió la maglia rosa durante todas las etapas salvo dos, derrotando a Chiappucci y Lelli. El polaco Jaskuła, por su parte, terminó 9.º en la general.
En 1992, Del Tongo se retiró como patrocinador, tomando el relevo en el patrocinio la firma belga GB y la marca italiana MG Maglificio (la cual ya había copatrocinado al equipo el año anterior), heredando la estructura del equipo. Con la entrada de GB llegó también Patrick Lefevere como director deportivo.

## Evolución nombres
- Del Tongo-Colnago (1982-1988)
- Del Tongo-Mele Val di Non (1989)
- Del Tongo-Rex (1990)
- Del Tongo-MG Maglificio (1991)

## Corredor mejor clasificado en las Grandes Vueltas
| Año  | Giro de Italia        | Tour de Francia   | Vuelta a España         |
| ---- | --------------------- | ----------------- | ----------------------- |
| 1982 | 6.º Giuseppe Saronni  | -                 | -                       |
| 1983 | 1.º Giuseppe Saronni  | -                 | 14.º Claudio Bortolotto |
| 1984 | 16.º Giuseppe Saronni | -                 | 22.º Marco Vitali       |
| 1985 | 11.º Emanuele Bombini | -                 | -                       |
| 1986 | 2.º Giuseppe Saronni  | -                 | -                       |
| 1987 | 5.º Flavio Giupponi   | 15.º Luciano Loro | -                       |
| 1988 | 4.º Flavio Giupponi   | -                 | -                       |
| 1989 | 5.º Franco Chioccioli | -                 | -                       |
| 1990 | 6.º Franco Chioccioli | -                 | -                       |
| 1991 | 1.º Franco Chioccioli | -                 | -                       |

## Principales corredores
- Giuseppe Saronni
- Guido Van Calster
- Dietrich Thurau
- Rolf Gölz
- Gianbattista Baronchelli
- Mario Cipollini
- Maurizio Fondriest
- Franco Ballerini
- Fabio Baldato